# برانكو كرالي
برانكو كرالي (مواليد 10 مارس 1924) هو لاعب كرة قدم. يلعب مع منتخب يوغوسلافيا لكرة القدم. سبق له أن لعب في كأس العالم لكرة القدم مع منتخب بلاده.

## روابط خارجية
- برانكو كرالي على موقع ناشيونال فوتبول تيمز (الإنجليزية)
- برانكو كرالي على موقع Soccerway.com (الإنجليزية)
- برانكو كرالي على موقع عالم كرة القدم.نت (الإنجليزية)
- برانكو كرالي على موقع أوليمبيديا (الإنجليزية)